# رایستون (کالیفرنیا)
رایستون (به انگلیسی: Riceton) یک منطقهٔ مسکونی در ایالات متحده آمریکا است که در شهرستان بیوت، کالیفرنیا واقع شده‌است. رایستون ۳۰ متر بالاتر از سطح دریا واقع شده‌است.